# Pacte avec le Diable (film, 1950)
 (avril 2013).
Si vous disposez d'ouvrages ou d'articles de référence ou si vous connaissez des sites web de qualité traitant du thème abordé ici, merci de compléter l'article en donnant les références utiles à sa vérifiabilité et en les liant à la section « Notes et références ».
Pour les articles homonymes, voir Pacte avec le Diable (homonymie).
Pour plus de détails, voir Fiche technique et Distribution.
Pacte avec le Diable (Patto col diavolo) est un film italien réalisé par Luigi Chiarini et sorti en 1950.

## Fiche technique
- Titre original : Patto col diavolo
- Titre français : Pacte avec le Diable
- Réalisation : Luigi Chiarini
- Scénario : Corrado Alvaro
- Costumes : Maria De Matteis
- Photographie : Mario Montuori
- Son : Giovanni Rossi
- Montage : Mario Serandrei
- Musique : Achille Longo
- Production : Albert Salvatori
- Société(s) de production : UCE
- Société(s) de distribution : UCE
- Pays d'origine :  Italie
- Langue : italien
- Genre : Film dramatique
- Durée : 82 minutes
- Dates de sortie :
  -  Italie : juin 1950

## Distribution
- Isa Miranda : Marta Larocca
- Annibale Betrone : le vieux Larocca, père de Marta
- Luigi Tosi : Rocco
- Eduardo Ciannelli : Giacomo Mola
- Ave Ninchi : Signora Mola, femme de Giacomo
- Jacques François : Andrea Mola
- Anne Vernon : la fille Mola, sœur d'Andrea
- Fiore Davanzati : Sarina
- Umberto Spadaro : Scoppola, le tueur
- Guido Celano : Il sottuficiale dei carabinieri
- Lamberto Picasso : le prêtre
- Camillo Pilotto : Checco Rissone
- Jacques Sernas :
- Nico Pepe :
- Alfredo Robert (it) :
- Checco Rissone :
- Saro Urzì :
- Oreste Fares (it) :